# Microregione di Itaporanga
Itaporanga è una microregione dello Stato di Paraíba in Brasile, appartenente alla mesoregione di Sertão Paraibano.

## Comuni
Comprende 11 comuni:
- Boa Ventura
- Conceição
- Curral Velho
- Diamante
- Ibiara
- Itaporanga
- Pedra Branca
- Santa Inês
- Santana de Mangueira
- São José de Caiana
- Serra Grande